# Leonardo AW 139
Leonardo AW 139, tidigare Agusta Westland AW139, är en 15-sitsig tvåmotorig medelstor helikopter, som tillverkas av Leonardo S.p.A., tidigare Agusta Westland. 
Agusta påbörjade 1997 utveckling av en ersättare till Bell Huey-helikoptrar, vilka tillverkats i stor skala av Agusta under licens från Bell Helicopters. År 1998 startade Bell Helicopter Textron och Agusta ett samriskföretag, Bell/Agusta Aerospace Company, för att utveckla två typer: en konventionell helikopter och ett flygplan med tiltrotor. Dessa projekt resulterade i Bell/Agusta AB139 och Bell/Agusta BA609. 
Den första ordern på en AW139 lades i september 2000 och den första jungfruflygningen skedde i februari 2001 i Italien. Den första serietillverkade helikoptern premiärflög i juni 2002.
År 2007 påbörjdes tillverkning i en AgustaWestland-fabrik i Philadelphia i USA.AW139 tillverkas också i Ryssland av HeliVert, ett samriskföretag mellan AgustaWestland och Rostvertol.

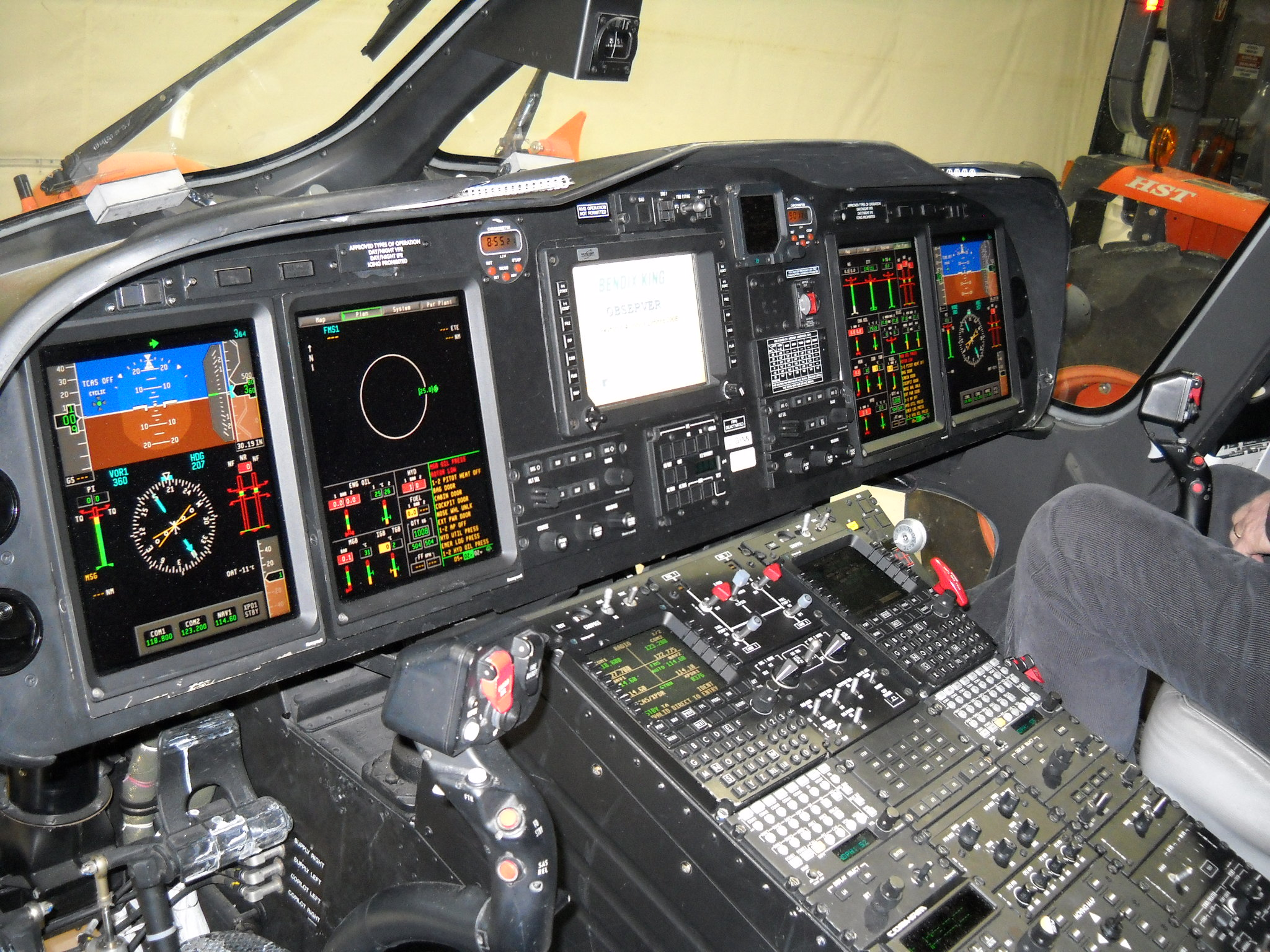
Instrumentbräda i en AW139

Till juli 2014 hade AgustaWestland tillverkat 770 exemplar av AW139.

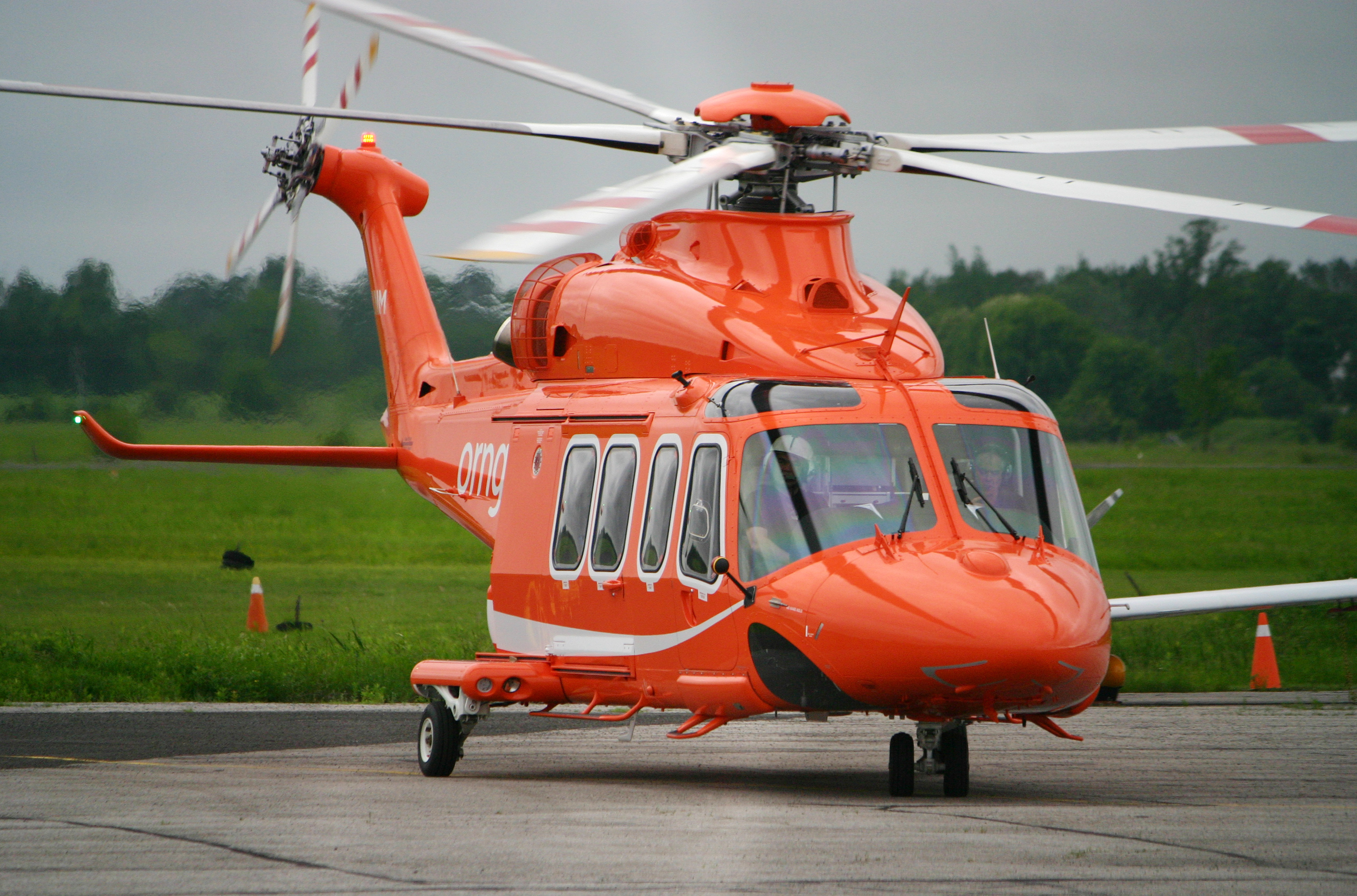
En AW139 som ambulanshelikopter

## Användning i Sverige
Sjöfartsverket lade 2012 en order på sju AgustaWestland AW139 för att ersätta sina Sikorsky S-76, vilka utgjorde flottan av den svenska statliga räddningshelikoptrar inom Sjöfartsverkets helikopterverksamhet. Tre exemplar levererades 2013 och resterande 2014 och 2015.
Karolinska Universitetssjukhuset disponerar sedan 2023 en AW 139 för intensivvårdstransporter mellan sjukhus över hela landet med ett ECMO-team.

## Användning i Norge
Norska Lufttransport FW flyger den 25 minuter långa reguljära flighten Bodø flygplats–Værøy helikopterflygplats i Sørland, på Lofoten, under kontrakt med Samferdselsdepartementet med Leonardo AW139 med 15 passagerare.